# کوره دره سفلی
کوره دره سفلی، روستایی از توابع بخش مرکزی شهرستان کامیاران در استان کردستان ایران است.

## جمعیت
این روستا در دهستان ژاورود قرار دارد و براساس سرشماری مرکز آمار ایران در سال1393، جمعیت آن 575 نفر (71خانوار) بوده‌است.